# Sinabang (Simeulue Timur)
Sinabang is een wijk en een bestuurslaag (kelurahan) van het onderdistrict Simeulue Timur in het regentschap Simeulue van de provincie Atjeh in Indonesië.  De wijk Sinabang telt 1.704 inwoners (volkstelling 2010). De wijk ligt aan de oostkust van het eiland Simeulue en is onderdeel van de hoofdstad Sinabang van het regentschap Simeulue.

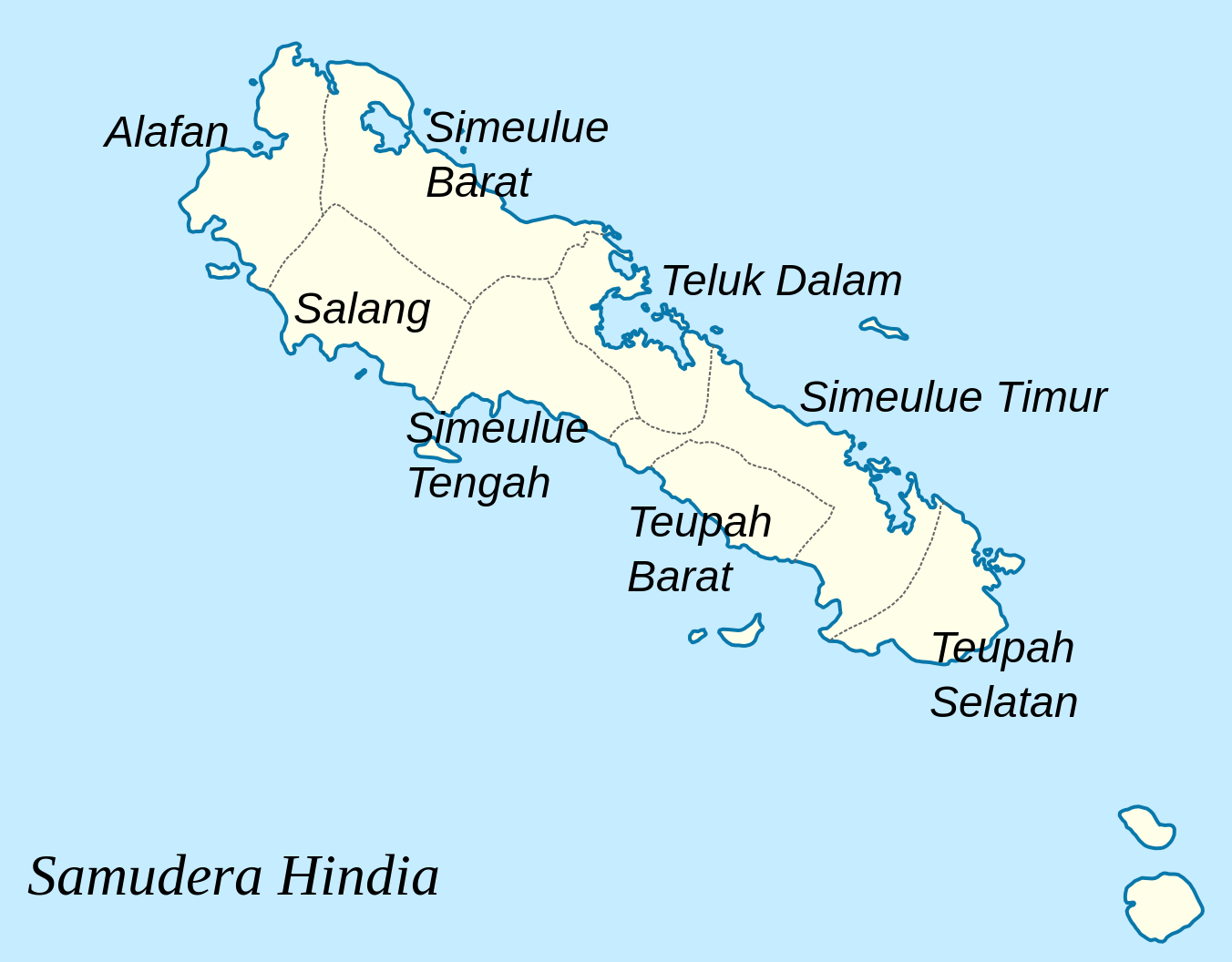
In 2010 is Simeulue onderverdeeld in 8 onderdistricten